# Louis Claude Chaillot
Pour les articles homonymes, voir Chaillot.
Louis Claude Chaillot, né le 29 novembre 1768 à Dijon (Côte-d'Or), mort le 4 novembre 1836 à Paris, est un général français de la Révolution et de l’Empire.

## États de service
Il entre en service le 1er septembre 1792, au 9e bataillon de volontaires de Paris et le 8 septembre, il devient fourrier, puis il passe sergent-major le 16 septembre 1792, et sous-lieutenant le 26 décembre de la même année. De 1792 à l’an IV, il sert aux armées du Nord et de Sambre-et-Meuse. Il est nommé lieutenant de grenadier le 12 mai 1793, et il se distingue le 8 septembre 1793, à la Bataille de Hondschoote. Il devient adjoint au commandant de la place d’Ostende le 18 décembre 1794.
Le 15 octobre 1795, il prend les fonctions d’aide de camp du  général Reubell, puis du général Beguinot le 16 octobre 1796. Il reçoit son brevet de capitaine le 12 avril 1797, et le 20 juin 1800 il est aide de camp du général Drut, puis le 27 juin il est affecté au 7e régiment de hussards.
Le 10 juin 1802, il occupe le poste d’aide de camp du général Boussard, et il est fait chevalier de la Légion d’honneur le 9 novembre 1806. Il est blessé d’un coup de baïonnette à la bataille de Pultusk le 26 décembre 1806. 
De 1808 à 1813, il sert à l’armée d’Espagne. Il est élevé au grade de chef d’escadron au 21e régiment de dragons le 22 mars 1807, et il est créé chevalier de l'Empire le 4 juin 1809. Il se fait remarquer le 11 août 1809, à la Bataille d'Almonacid, et le 19 novembre 1809, à la Bataille d'Ocaña.
Le 21 février 1812, il passe adjudant commandant, et le 14 novembre 1813, il rejoint le 23e régiment de dragons. Il est nommé colonel le 15 mars 1814, au 15e régiment de dragons, et le 26 mars 1814, à la Bataille de Saint-Dizier, il culbute une colonne de cavalerie russe et prend trois canons. 
Lors de la première restauration, il commande le 10e régiment de dragons le 1er août 1814, et il est fait chevalier de Saint-Louis le 1er octobre 1814, puis officier de la Légion d’honneur le 27 janvier 1815. 
Pendant les Cent-Jours, il se distingue au Combat de Vélizy le 1er juillet 1815, et il est promu général de brigade le 5 juillet suivant.
Au retour des Bourbons, sa promotion au grade de général de brigade est annulée, par ordonnance du 1er août 1815, et il est mis en non activité le 16 novembre 1815, avec le grade de colonel.
Il est admis à la retraite le 4 septembre 1822, et en juillet 1830, il reprend du service comme commandant en chef de la Garde nationale des Batignolles et de Monceau. Il est promu de nouveau général de brigade le 19 novembre 1831, et il est réadmis à la retraite le 26 octobre 1832.
Il meurt le 4 novembre 1836, à Paris.

## Dotation
- Le 19 mars 1808, donataire d’une rente de 2 000 francs en Westphalie.

## Armoiries
| Armoiries | Nom du chevalier et blasonnement |
| --------- | --- |
|           | Chevalier Louis Claude Chaillot et de l'Empire, lettres patentes du 4 juin 1809. D’or à trois étoiles d’azur, au comble de sable chargé d’une épée, la pointe à dextre, d’argent ; à la bande de gueules brochant et chargée du signe des chevaliers légionnaires. |

## Sources
- (en) « Generals Who Served in the French Army during the Period 1789 - 1814: Eberle to Exelmans »
- Léon Hennet, Les volontaires nationaux pendant la Révolution, tome 2, Paris, Maison Quantin, 1906, p. 29.
- Vicomte Révérend, Armorial du premier empire, tome 1, Honoré Champion, libraire, Paris, 1897, p. 199.